# Bölkow Bo 208C Junior
Die Bölkow Bo 208C Junior ist ein leichtes zweisitziges Sportflugzeug, das in den 1960er Jahren von der deutschen Firma Bölkow unter Lizenz gebaut wurde. Das Flugzeug basiert auf der schwedischen Malmö Flygindustri MFI-9 und war aufgrund seiner Zuverlässigkeit und einfachen Handhabung bei Privatpiloten sehr beliebt.

## Entwicklung und Geschichte
Der ursprüngliche Entwurf des Bo 208 Junior stammt von der schwedischen Firma Malmö Flygindustri (MFI) und war ursprünglich als MFI-9 Junior bekannt. Der Prototyp wurde am 10. Oktober 1958 in den USA von Björn Andreasson gebaut und geflogen. Die Produktion begann später in Schweden unter dem Namen MFI-9 Junior, wobei der erste schwedische Produktionsprototyp am 17. Mai 1961 flog. Weitere schwedische Entwicklungen folgten, einschließlich des MFI-9B, der 1964 eingeführt wurde und eine vergrößerte Kabine sowie militärische Trainingsversionen umfasste.
Im Jahr 1962 begann die Lizenzproduktion in Deutschland bei der Firma Bölkow. Die deutsche Version des Flugzeugs wurde als Bo 208 Junior bekannt. Die Bo 208C Version wurde mit einer größeren Tragfläche standardmäßig ausgestattet. Im Jahr 1964 wurde die Bo 208B mit elektrisch betriebenen Klappen, einer Federbein-Nasenfahrwerkaufhängung und einer optionalen Langspannweite eingeführt.

## Technische Daten
- Typ: Zweisitziges Leichtflugzeug
- Motor: Vierzylinder-Boxermotor Continental O-200-A, 100 PS (ca. 70 kW)
- Spannweite: 7,4 m
- Länge: 5,8 m
- Höhe: 2 m
- Flügelfläche: 8,6 m²
- Leermasse: 379 kg
- max. Startmasse: 630 kg
- Höchstgeschwindigkeit: 230 km/h
- Reisegeschwindigkeit: 204 km/h
- Ökonomische Reisegeschwindigkeit: 200 km/h
- Steigleistung: 274 m/min
- Dienstgipfelhöhe: 14.000 ft (ca. 4.270 m)
- Reichweite mit max. Treibstoff: 998 km (620 miles)
- Reichweite mit max. Nutzlast: 805 km (500 miles)

## Nutzung
Das Flugzeug wurde hauptsächlich für Freizeit- und Sportflüge genutzt. Aufgrund seiner Zuverlässigkeit und einfachen Handhabung war es bei Privatpiloten sehr beliebt. Zudem wurde das Flugzeug auch als militärischer Trainer in einigen Ländern eingesetzt.

## Besonderheiten
Die Bölkow Bo 208 Junior hat ein festes Fahrwerk und eine einteilige Kabinenhaube, die eine gute Sicht bietet. Die Konstruktion ist in Ganzmetallbauweise ausgeführt, was sie robust und langlebig macht. Eine weitere Besonderheit ist die optionale Langspannweite, die bei späteren Modellen eingeführt wurde.

## Produktion
Die Produktion der Bo 208 begann in den frühen 1960er Jahren. Insgesamt wurden mehrere hundert Einheiten produziert, bevor die Produktion eingestellt wurde. Zehn Flugzeuge wurden nach Neuseeland importiert und waren bis 2018 alle noch flugtauglich.

## Militärische Nutzung
Einige MFI-9B-Modelle wurden als militärische Trainingsflugzeuge entwickelt und unter dem Namen „MiniCOIN“ für leichte Angriffe und militärische Einsätze modifiziert. Diese Flugzeuge wurden insbesondere im Biafra-Krieg eingesetzt.